# Bernd Lucke
Bernd Lucke (* 19. srpna 1962, Berlín) je německý ekonom a politik, profesor makroekonomie na hamburské univerzitě a bývalý europoslanec za Alianci pro pokrok a obnovu.
Byl 33 let stranickým členem CDU. V roce 2013 spoluzakládal stranu Alternativa pro Německo, za niž byl zvolen do Evropského parlamentu, ovšem v roce 2015 stranu společně se čtyřmi dalšími europoslanci opustil a založil Alianci pro pokrok a obnovu.
Je otcem pěti dětí.